# Ezadeen
Die Ezadeen ist ein unter der Flagge von Sierra Leone fahrendes Tiertransportschiff, das Schlagzeilen machte, nachdem es Anfang Januar 2015 mit mehreren hundert überwiegend syrischen Flüchtlingen, aber ohne Besatzung, im Ionischen Meer vor der italienischen Küste getrieben hatte. Es wurde am Abend des 2. Januar von einem isländischen Schlepper nach Corigliano Calabro eingebracht.
Die Verwendung der Ezadeen und den zuvor unter vergleichbaren Umständen eingeschleppten Flüchtlingsschiffen Baris, Sandy und Blue Sky M führten zu einer umfangreichen Debatte über neue Methoden zur Flucht und die Flüchtlingspolitik im Mittelmeer.

## Geschichte

### Das Schiff
Das Küstenmotorschiff wurde 1966 als Baunummer 1310 bei der Schiffs- und Bootswerft Gebr. Schürenstedt in Bardenfleth gebaut. Auftraggeber des am 5. Mai 1966 vom Stapel gelaufenen Schiffes war Otto Eckhardt aus Elsfleth. Nach der Übergabe am 2. Juni 1966 wurde das Kümo zunächst unter dem Namen Tantzen betrieben und im Jahr 1967 auf den Namen Antares I umgetauft. 1971 wurde der Frachter an die Cybas 1 Partnership in Famagusta verkauft und in Danesea umgetauft. Nach einer Umschreibung auf die Cybas Shipping Company in Famagusta folgte 1974 ein weiterer Verkauf an J. & D. Damhof in Delfzijl, die das Schiff als Antares einsetzten. Ein Jahr darauf erfolgte wieder eine Umtragung auf J. & D. Damhof (NV Scheepvaart Bedrijf „Poseidon“) in Delfzijl und 1979 auf J. Damhof (BV Scheepvaart Bedrijf „Poseidon“) in Delfzijl. Etwa zehn Jahre später, im März 1988, erwarb A. R. Osman aus Latakia das Schiff und benannte es in Osman um. Ein Jahr darauf wurde die Osman an den ebenfalls in Latakia ansässigen O. A. R. Ismail veräußert, der das Küstenmotorschiff zunächst als Al Haj Ossman und ab 2003 als Joudi S betrieb. 2009 wurde das Schiff wieder innerhalb Latakias an Razak Jamal & Suleiman weiterverkauft und ohne Umbenennung weiterbetrieben. 2010 kaufte Y. M. Lebbadi aus Freetown in Sierra Leone das Schiff, das danach in Ezadeen umgetauft und zu einem Viehtransporter umgebaut wurde. 2012 erfolgte eine Übertragung auf Trade & Marine Service (Uni Marine Management) in Freetown.

### Als Flüchtlingsschiff
Im Dezember 2014 bis zum Januar 2015 befand sich das Schiff offiziell auf einer Reise ins südfranzösische Sète. Es war jedoch im Auftrag von Menschenschmugglern auf dem Weg von Syrien über Famagusta zur italienischen Küste. Die Ezadeen war in der Adria von ihrer Besatzung verlassen worden und trieb am 1. Januar rund 150 Kilometer vor der süditalienischen Küste, als die Flüchtlinge an Bord die italienische Küstenwache auf sich aufmerksam gemacht hatten. Später wurde das Schiff von dem Patrouillenboot Thýr der isländischen Küstenwache, das im Rahmen der Operation Triton der europäischen Grenzschutzagentur Frontex in der Region im Einsatz war, in den süditalienischen Hafen Corigliano Calabro (Ortsteil Schiavonea) eingeschleppt, wo die Flüchtlinge erstversorgt und später in andere Landesteile verbracht wurden.